# Carl Ludwig Siegel

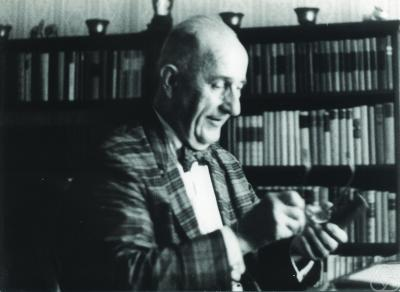
Carl Ludwig Siegel in Göttingen, 1975

Carl Ludwig Siegel (* 31. Dezember 1896 in Berlin; † 4. April 1981 in Göttingen) war ein deutscher Mathematiker; sein Spezialgebiet war die Zahlentheorie. Er gilt als einer der bedeutendsten Mathematiker des 20. Jahrhunderts.

## Leben

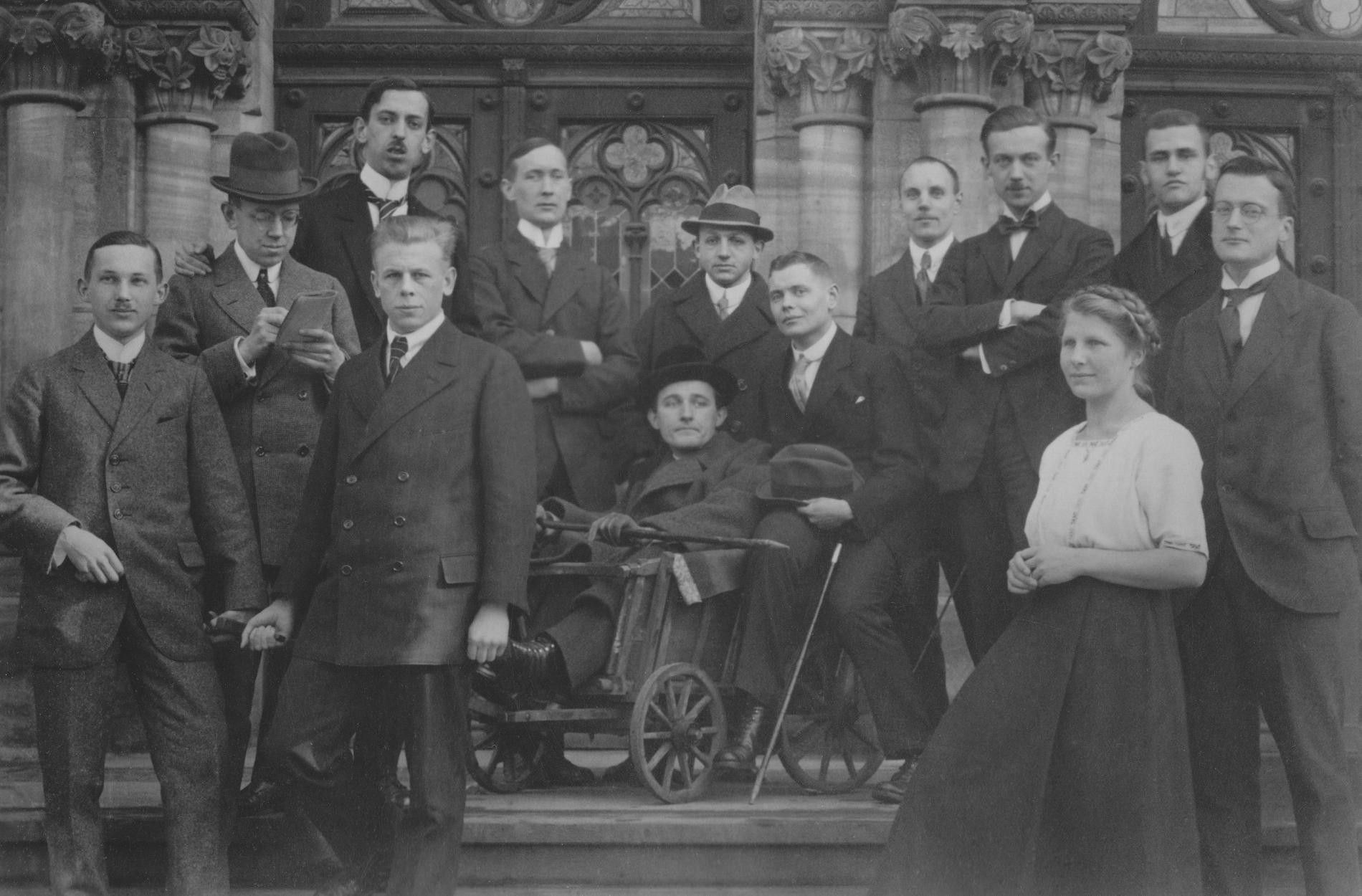
Feier der Promotion Siegels, Juni 1920 in Göttingen: Siegel im Bollerwagen sowie von links nach rechts Grandjot, Bessel-Hagen, Rogosinski, Ness, Windau, Walfisz, Krull, Emersleben, Kopfermann, Hedwig Wolff, Boskowits und Hellmuth Kneser

Siegel war der Sohn eines Postbeamten. Er studierte ab 1915 in Berlin Astronomie, Physik und Mathematik, unter anderem bei Ferdinand Georg Frobenius und Max Planck. Unter dem Einfluss Frobenius’ spezialisierte er sich auf Zahlentheorie. 1917 wurde er einberufen. Da er den Wehrdienst verweigerte, wurde er in eine psychiatrische Anstalt eingewiesen. Nach eigenen Worten überstand er die Zeit nur, da Edmund Landau, dessen Vater in der Nachbarschaft eine Klinik hatte, ihn unterstützte. Er setzte sein Studium 1919 in Göttingen fort, diesmal protegiert von Richard Courant, und promovierte 1920 unter Landau mit der schon in Berlin als Viertsemester gefundenen Arbeit über die Approximation irrationaler Zahlen, die Thues Resultat verschärft. Bereits 1922 wurde er Professor in Frankfurt als Nachfolger von Arthur Schoenflies. Siegel, dem der Nationalsozialismus zutiefst zuwider war, schloss Freundschaft mit den jüdischen Dozenten Ernst Hellinger und Max Dehn und setzte sich für die beiden ein. Diese Haltung machte Siegels Berufung als Nachfolger auf den Lehrstuhl von Constantin Carathéodory in München unmöglich.
In Frankfurt beteiligte er sich mit Dehn, Hellinger, Paul Epstein und anderen auch an einem Seminar zur Geschichte der Mathematik, das auf höchstem Niveau betrieben wurde (grundsätzlich wurden die Originale gelesen). Siegel hat diese Zeit später in einem Aufsatz vor dem Vergessen bewahrt. In den 1930er Jahren bemühte er sich vergeblich bei der nationalsozialistischen Regierung, seinen jüdischen Kollegen Landau, Dehn, Hellinger und Courant die Lehrstühle zu erhalten. Nachdem er Mitte der 1930er Jahre eine Weile am Institute for Advanced Study in Princeton, New Jersey war, entschloss er sich gegen den Rat seiner Kollegen, nach Deutschland zurückzukehren. Ein Motiv war, dass er Schwierigkeiten hatte sich US-amerikanischen Lebensverhältnissen anzupassen und die Atmosphäre in Princeton als prüde empfand (er lebte unverheiratet mit einer Freundin zusammen). Ein anderes Motiv war, dass er seinen jüdischen Kollegen Dehn und Hellinger in Frankfurt helfen wollte (er wollte sogar die Ersetzung von Hellinger durch den Nationalsozialisten Werner Weber rückgängig machen) und ihm dort außerdem wegen seiner Abwesenheit der Pensionsentzug drohte.

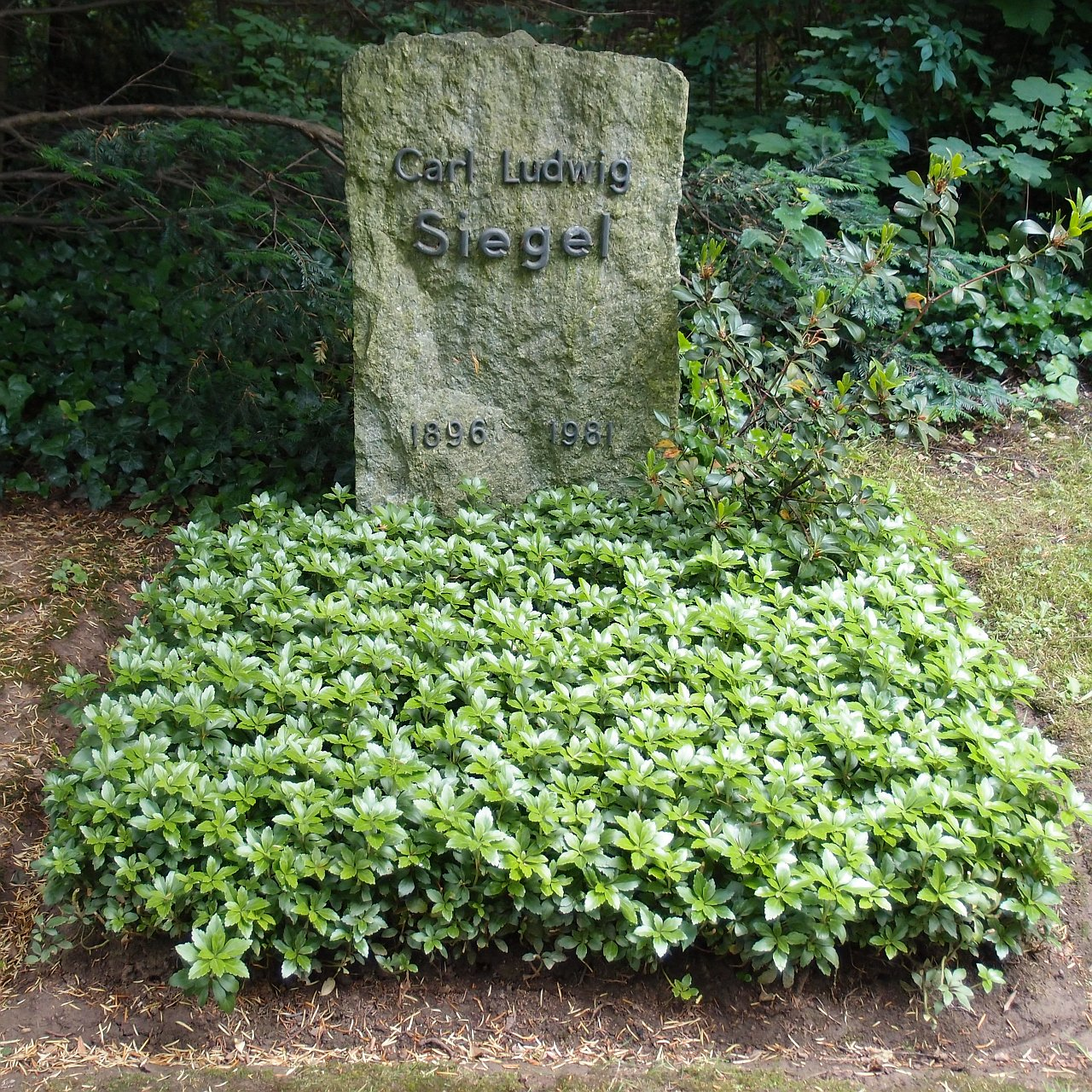
Grabstelle in Göttingen

1938 kehrte Siegel als Professor nach Göttingen zurück, entschied sich aber 1940, nach Gastaufenthalten in Dänemark und Norwegen nicht mehr nach Deutschland zurückzukehren. Kurz vor der deutschen Besetzung Norwegens floh er mit einem Dampfer in die USA. Die Emigration wurde ihm durch die Tatsache erleichtert, dass er keine Familie hatte, auch wenn er mit der Mathematikerin Hel Braun eine enge Freundin in Göttingen zurückließ; er blieb zeit seines Lebens unverheiratet.
Siegel lehrte und arbeitete von 1940 bis 1951 am Institute for Advanced Study in Princeton, wo er schon 1935 war. Er erhielt dort 1946 eine permanente Professur und wurde US-Staatsbürger. 1951 kehrte er nach Göttingen zurück, wo er 1959 emeritiert wurde (danach hielt er aber noch einige Jahre Vorlesungen) und bis zu seinem Lebensende blieb. Insgesamt viermal hielt er Vorlesungen am Tata Institute of Fundamental Research in Bombay. Er war seit 1949 korrespondierendes und seit 1951 ordentliches Mitglied der Göttinger Akademie der Wissenschaften. Im Jahr 1958 wurde er zum Mitglied der Leopoldina und zum korrespondierenden Mitglied der Bayerischen Akademie der Wissenschaften gewählt.
Zu seinen Doktoranden zählen Helmut Klingen, Theodor Schneider, Kurt Mahler (als Korreferent), Hel Braun, Helmut Rüßmann, Günter Meinardus, Christian Pommerenke, Jürgen Moser, Erhard Scheibe (in beiden letztgenannten Fällen ebenfalls als Korreferent).

## Werk

### Zahlentheorie
In seiner Dissertation 1920 verbesserte Siegel die Thue’sche Abschätzung zur Approximation algebraischer Zahlen durch rationale Zahlen erheblich, ein Ergebnis, das er schon als Student im 3. Semester gefunden hatte. Es wurde 1955 durch Klaus Friedrich Roth, der dafür die Fields-Medaille erhielt, nochmals (bestmöglich) verschärft (Satz von Thue-Siegel-Roth). Siegel wandte sein Ergebnis dann 1929 dafür an, sein berühmtestes Resultat zu erzielen, den Beweis, dass algebraische Gleichungen in ganzen Zahlen nur endlich viele Lösungen haben, sobald das Geschlecht g ≥ 1 ist. Quadratische Gleichungen (Geschlecht Null, entsprechend Sphäre) haben natürlich unendlich viele Lösungen, z. B. Pythagoräische Tripel. Der Siegels Satz entsprechende Satz für rationale Zahlen heißt Mordell-Vermutung bzw. nach Faltings’ Beweis „Satz von Faltings“.
Siegel erweiterte die bis dahin sehr schwach ausgeprägte Theorie über transzendente Zahlen erheblich und entwickelte entsprechende Entscheidungskriterien dafür, wann eine Zahl transzendent, also nicht Lösung einer algebraischen Gleichung ist. Siegel führte neue Methoden ein, zuerst für den Beweis spezieller Werte der Lösungen von Differentialgleichungen 2. Ordnung, wie die Besselfunktionen. Gelfond und Schneider (der bei Siegel promovierte und dessen Assistent war) führten u. a. mit diesen Methoden später Transzendenzbeweise, die eines von Hilberts Problemen lösten (siehe Satz von Gelfond-Schneider).
Ferner forschte er zur Geometrie der Zahlen (im Sinne Minkowskis), der Theorie der Zetafunktion (er fand neue Ergebnisse Bernhard Riemanns in dessen Nachlass und erweiterte diese), bewies die Funktionalgleichung für die Dedekind-Zetafunktion in algebraischen Zahlkörpern, arbeitete zu quadratischen Formen und fand weitere Regeln zur Abschätzung von Lösungen diophantischer Gleichungen. In der additiven Zahlentheorie untersuchte er Probleme vom Waring-Typ (maximale Anzahl k-ter Potenzen, die nötig sind zur Darstellung beliebiger natürlicher Zahlen als Summe dieser k-ten Potenzen) mit analytischen Methoden.
In seiner analytischen Theorie quadratischer Formen in mehreren Variablen bewies er seine berühmte analytische Klassenzahlformel für die Anzahl der Darstellungen einer Form durch eine andere: Auf deren einer Seite steht eine Art Thetafunktion, mit der Spur der Matrizen im Exponenten und Summation über Klassen-Repräsentanten; auf der anderen Seite der Gleichung steht eine Eisensteinreihe, also eine Modulform, wobei wieder über Klassenrepräsentanten summiert wird. Diese analytischen Gebilde liefern gleichzeitig zwei Arten, die Siegelschen Modulfunktionen einzuführen, damals um 1935 aufsehenerregend, da über Funktionentheorie in mehreren Variablen wenig bekannt war.
Siegel fand auch mit Richard Brauer ein Resultat über das asymptotische Verhalten der Klassenzahlen algebraischer Zahlkörper. Zusammen mit Hans Heilbronn bewies er, dass die Klassenzahlen imaginär quadratischer Zahlkörper (definiert durch Adjunktion der Wurzel von (-n) zu den rationalen Zahlen) für große n divergieren, was schon Carl Friedrich Gauß vermutete. Er rettete auch zusammen mit Harold Stark und Max Deuring den Beweis des Privatgelehrten Kurt Heegner (1952) für das „Klassenzahl 1“-Problem imaginärquadratischer Zahlkörper von Gauß (also dass es keine weiteren solchen Zahlkörper außer den damals schon bekannten neun gab), für den er Eigenschaften von Modulfunktionen benutzte. Anlass war der neue Beweis von Harold Stark in den 1960er Jahren, der zur erneuten Betrachtung des schwer verständlichen, seinerzeit bezweifelten Beweises von Heegner führte.
Nach ihm und Arnold Walfisz ist der Satz von Siegel-Walfisz benannt.

### Funktionentheorie
Siegel untersuchte automorphe Funktionen mehrerer Variablen zunächst als Hilfsmittel für zahlentheoretische Fragestellungen, seine analytische Theorie quadratischer Formen 1935/7 in mehreren Variablen. Daraus entwickelte sich die Theorie der Siegelschen Modulformen (Analoga der Modulformen im Siegelschen Halbraum), die bald eigener Forschungsgegenstand wurden. Er untersuchte auch die zugrundeliegenden diskontinuierlichen Gruppen und ihre Fundamentalbereiche, die die Theorie der Modulfunktion und ihrer Modulgruppe von Robert Fricke und Felix Klein verallgemeinern. Er fand auch neue Beziehungen zwischen diesen Funktionen und untersuchte ihre Fourierkoeffizienten (z. B. von Eisensteinreihen). In Zusammenhang mit der Theorie seiner Modulformen spricht Siegel in einigen Arbeiten von „symplektischer Geometrie“, eine Bezeichnung, die heute anders verwendet wird.

### Differentialgleichungen und Himmelsmechanik
Hier interessierte sich Siegel vor allem für Fragestellungen mit Bezug zur Himmelsmechanik, insbesondere zum Dreikörperproblem oder allgemeiner zum n-Körperproblem, Fragen der Regularisierung der singulären Bewegungsgleichungen (Stöße), der Existenz algebraischer Integrale der Bewegungsgleichungen (wobei er Arbeiten von Ernst Heinrich Bruns fortsetzte), der Mondtheorie (aufbauend auf George William Hill), der Existenz quasiregulärer Bahnen und ihrer Stabilität (in einfacheren analytischen dynamischen Systemen, Siegel-Scheiben), Konvergenzfragen der Störungsfunktion („Problem der kleinen Nenner“), sowie der Normalformen Hamiltonscher Bewegungsgleichungen nahe Gleichgewichtspunkten (auf George David Birkhoff aufbauend). Sein Buch über Himmelsmechanik, geschrieben mit Jürgen Moser, gilt auch als Klassiker und hat das in dieser Disziplin berühmte KAM-Theorem (benannt nach Kolmogorow, Arnold und Moser) mit vorbereitet.

### Siegels Standpunkt zur Entwicklung der Mathematik
Wie kaum ein anderer Mathematiker des 20. Jahrhunderts hat sich Siegel kritisch zur zunehmenden Abstrahierung und Axiomatisierung der Mathematik geäußert. Das Bourbaki-Projekt war aus seiner Sicht der Höhepunkt einer „katastrophalen Entwicklung“. Vorbild waren für ihn die Klarheit von Gauß und Lagrange sowie die Erforschung konkreter mathematischer Objekte.

## Ehrungen
- 1936 hielt er einen Plenarvortrag auf dem Internationalen Mathematikerkongress in Oslo (Analytische Theorie der quadratischen Formen)
- Ehrendoktortitel der Universitäten Basel, Chicago, Frankfurt, Nancy, New York, Wien und Zürich
- 1956: Korrespondierendes Mitglied der Académie des sciences (seit 1973 auswärtiges Mitglied)
- 1956: Ehrenmitglied der London Mathematical Society[16]
- 1963: Orden Pour le mérite für Wissenschaft und Künste
- 1964: Großes Bundesverdienstkreuz mit Stern
- 1968: Aufnahme in die National Academy of Sciences
- 1978: war Siegel der erste Preisträger des Wolf-Preises für Mathematik.
- 1979: Aufnahme in die American Academy of Arts and Sciences

## Zitate, Anekdoten
„Ich habe Angst, dass die Mathematik vor dem Ende des Jahrhunderts zugrunde geht, wenn dem Trend nach sinnloser Abstraktion – die Theorie der leeren Menge, wie ich es nenne – nicht Einhalt geboten wird.“

Er gab einmal folgende bemerkenswerte Einschätzung des Irrationalitätsbeweises von {\displaystyle \zeta (3)} von Roger Apéry:

„Man kann den Beweis nur wie einen Kristall vor sich hertragen“

„(Ein Mathematiker) von Hilbert-Format“

„The collection (gemeint ist die Ausgabe seiner gesammelten Schriften) stands as a monument to the genius of the author“

Siegel hatte einen teilweise schwierigen Charakter. Beispielsweise „versenkte“ er buchstäblich die Habilitationsarbeit eines bekannten mit ihm befreundeten Mathematikers (Erich Bessel-Hagen), die er begutachten sollte, auf der Ozean-Überfahrt nach Amerika, weil er der Lektüre überdrüssig war. Später bedauerte er das natürlich und lud Bessel-Hagen als Wiedergutmachung zu einer Griechenland-Reise ein.
Siegel spielte auch Klavier. Auf einer Abendunterhaltung forderte er einmal das Publikum vergeblich heraus, das von ihm gespielte Stück zu identifizieren – er hatte eine Mozartkomposition rückwärts gespielt.
Siegel hielt 1928 eine Vorlesung über Himmelsmechanik in Frankfurt, die er schon früh auf den Morgen gelegt hatte, um Hörer abzuschrecken. Er hatte dann auch nur vier Zuhörer, darunter Cornelius Lanczos, Willy Hartner und André Weil. Als sich alle vier eines Tages verspäteten, fanden sie, dass er die Vorlesung schon ohne sie angefangen und bereits eine Tafel vollgeschrieben hatte.

## Schriften
- Gesammelte Werke, 3 Bände, Springer 1966, Band 4, 1979
- mit Jürgen Moser Lectures on Celestial mechanics, Springer 1971, bzw. die ältere Ausgabe (noch ohne Moser als Ko-Autor) Vorlesungen über Himmelsmechanik, Springer, Grundlehren der mathematischen Wissenschaften 1956
- Über einige Anwendungen diophantischer Approximationen, Sitzungsberichte der Preussischen Akademie der Wissenschaften, Math.-Phys. Klasse, 1929, Nr. 1, (sein Satz über Endlichkeit Lösungen ganzzahliger Gleichungen)
- Lectures on quadratic forms, Tata Institute 1957
- Zur Reduktionstheorie quadratischer Formen, Tokio: Publ. Math. Soc. Japan, 1959
- Advanced Analytic Number Theory, Tata Institute 1961
- Lectures on Riemann Matrices, Tata Institute 1963
- Zur Geschichte des Frankfurter Mathematischen Seminars : Vortrag von Carl Ludwig Siegel am 13. Juni 1964 im Mathematischen Seminar der Universität Frankfurt anläßlich der Fünfzig-Jahrfeier der Johann-Wolfgang-Goethe-Universität Frankfurt, Frankfurter Universitätsreden N.F. 36, Frankfurt: Klostermann 1965
  - Englische Übersetzung: On the history of the Frankfurt Mathematics Seminar. Mathematical Intelligencer Band 1, 1978/9, Heft 4
- Lectures on the analytical theory of quadratic forms. 3. Auflage. Göttingen, Peppmüller 1963 (Vorlesungen Institute for Advanced Study 1934/35)
- Transzendente Zahlen, BI Hochschultaschenbuch 1967 (Original: Transcendental Numbers, Princeton UP 1949)
- Vorlesungen über Funktionentheorie, 3 Bde., Göttingen, Mathematisches Institut (gehalten 1953 bis 1955, in Band 3 auch zu seinen Siegelschen Modulfunktionen)
  - englische Ausgabe „Topics in complex function theory“, 3 Bde., Wiley (Interscience Tracts in Pure and Applied Mathematics), Band 1, 1969 (Elliptic functions and uniformization theory), Band 2, 1971 (Automorphic Functions and Abelian Integrals), Band 3, 1973 (Abelian Functions and Modular Functions of Several Variables)
- Lectures on the geometry of numbers, Springer 1989 (zuerst New York University 1946)
- Lectures on the singularities of the three-body problem, Tata Institute 1967
- Letter to Louis J. Mordell, 3. März 1964.

Viele Vorlesungen von Siegel in Göttingen (z. B. über analytische Zahlentheorie, quadratische Formen und Funktionentheorie) können vom dortigen mathematischen Institut bezogen werden (s. hier).